# الوحدة (الفيزياء)
في فيزياء الكم، الوحدة هي الشرط الذي يتم فيه تمثيل التطور الزمني للحالة الكمية وفقًا لمعادلة شرودنغر رياضيًا بواسطة مشغل أحادي. يُؤخذ هذا عادةً على أنه بديهية أو افتراض أساسي لميكانيكا الكم، في حين أن التعميمات أو الانحرافات عن الوحدة هي جزء من التكهنات حول النظريات التي قد تتجاوز ميكانيكا الكم. حد الوحدة هو أي تفاوت يتبع من وحدة مشغل التطور، أي من البيان القائل بأن التطور الزمني يحافظ على المنتجات الداخلية في فضاء هيلبرت.

## تطور هاملتوني
يتم تمثيل تطور الوقت الموصوف بواسطة الهاملتوني المستقل عن الوقت بواسطة عائلة مكونة من معلمة واحدة من المشغلين الوحدويين، والتي يعتبر الهاملتوني مولدًا لها:
{\displaystyle U(t)=e^{-i{\hat {H}}t/\hbar }}

### تداعيات الوحدة على نتائج القياس
في ميكانيكا الكم، توصف كل حالة بأنها ناقل في فضاء هيلبرت. عند إجراء قياس، من الملائم وصف هذه المساحة باستخدام أساس قاعدي حيث يكون لكل متجه أساس نتيجة محددة للقياس - على سبيل المثال، أساس متجه للزخم المحدد في حالة قياس الزخم. عامل القياس قطري في هذا الأساس.
يعتمد احتمال الحصول على نتيجة مقاسة معينة على سعة الاحتمال، التي يتم توفيرها بواسطة المنتج الداخلي للحالة المادية مع متجهات الأساس التي تقطر مشغل القياس. بالنسبة للحالة الفيزيائية التي يتم قياسها بعد تطورها بمرور الوقت
نظرًا لأن القاعدة تحدد من خلال قاعدة Born احتمال الحصول على نتيجة معينة في القياس، فإن الوحدة مع قاعدة Born تضمن أن مجموع الاحتمالات دائمًا واحد. علاوة على ذلك، تشير الوحدة مع قاعدة Born إلى أن مشغلي القياس في تصور هايزنبرغ يصفون بالفعل كيف من المتوقع أن تتطور نتائج القياس بمرور الوقت. يتم التأكيد على هذه النقطة بشكل أكبر من خلال مثال افتراضي مضاد: ضع في اعتبارك حالة من عدم الوحدوية، عندما يحصل المرء على احتمال مختلف عن طريق قياس بعض العوامل O(t1) (في تصور هايزنبرغ) في الوقت t1 ، مقارنة بأخذ نفس القياس ، مع الأخذ في الاعتبار التطور الزمني ، في الوقت t2، بحيث في هذا الوقت تم قياسه. من خلال عدة قياسات من هذا القبيل ، يمكن للمرء بعد ذلك إنشاء تجربة يكون فيها احتمال نتيجة واحدة R1 قريبًا بشكل تعسفي من 100٪ إذا تم أخذها في الوقت t1، ولكن احتمال نتيجة مختلفة R2 سيكون بشكل تعسفي قريبًا من 100٪ إذا تم إجراؤه في الوقت المناسب T2. هذا يؤدي إلى عدم الاتساق، على الأقل في بعض تفسيرات ميكانيكا الكم.
على سبيل المثال، لنفترض أن أليس وبوب يجريان قياسات على نفس النظام في أوقات مختلفة. تقوم أليس بالقياس في الوقت t1 و Bob في الوقت t2. وفقًا لتفسير العوالم المتعددة، سيجد بوب نفسه بالتأكيد تقريبًا في عالم كانت النتيجة فيه R2. ولكن بعد ذلك، عندما التقى بوب بأليس، لا بد أن أليس قد قامت أيضًا بقياس R2. وهكذا ستخبر أليس بوب أنها قست نتيجة غير واقعية للغاية، مع احتمال تقارب 0٪ بشكل عشوائي. وهكذا، في مثل هذا السيناريو، يفيد الفيزيائيون أن لديهم نتائج غير واقعية للغاية، وينهار مفهوم الاحتمال.

### الآثار المترتبة على الشكل الهاميلتوني
إن كون عامل التطور الزمني وحدوي، فإن الشكل الهاميلتوني يعتبر هيرميتي. بالتساوي، هذا يعني أن الطاقات المقاسة الممكنة، والتي هي القيم الذاتية لهاملتونيان، هي دائمًا أرقام حقيقية.

## سعة التشتت والنظريّة البصريّة
تُستخدم المصفوفة S لوصف كيفية تغير النظام المادي في عملية التشتت. إنه في الواقع يساوي عامل التطور الزمني على مدى وقت طويل جدًا (يقترب من اللانهاية) يعمل على حالات الزخم للجسيمات (أو مجمع الجسيمات المرتبط) عند اللانهاية. وبالتالي يجب أن يكون عاملًا وحيدًا أيضًا؛ غالبًا ما يشير الحساب الذي ينتج عنه مصفوفة S غير وحدوية إلى التغاضي عن حالة ملزمة.

### النظريّة البصريّة
تتضمن وحدة المصفوفة S، من بين أشياء أخرى، النظرية البصرية.
إن ضعف الجزء التخيلي من المصفوفة S، يساوي مجموع يمثل نواتج المساهمات من جميع نثر الحالة الأولية للمصفوفة S إلى حالة مادية أخرى عند اللانهاية، مع تشتت الأخير إلى النهائي حالة مصفوفة S. نظرًا لأن الجزء التخيلي من المصفوفة S يمكن حسابه بواسطة جسيمات افتراضية تظهر في حالات وسيطة لمخططات فاينمان، يترتب على ذلك أن هذه الجسيمات الافتراضية يجب أن تتكون فقط من جسيمات حقيقية قد تظهر أيضًا كحالات نهائية. تتضمن الآلية الرياضية المستخدمة لضمان ذلك مقياس التناظر وأحيانًا أشباح فادييف بوبوف.

### حدود الوحدة
وفقًا للنظرية البصرية، يجب أن تخضع السعة الاحتمالية M لأي عملية نثر.
{\displaystyle \vert M\vert ^{2}=2\operatorname {Im} (M)}